# تضيق الصمام الأبهري
تضيق الصمام الأبهري هو تضيق يصيب الصمام القلبي عند مخرج البطين الأيسر إلى الشريان الأبهري، والذي منه يمر الدم إلى كافة أنحاء الجسم. هذا التضيق يتسبب في زيادة العناء لعضلة القلب التي تحاول تسيير الدم للجسم من خلال الصمام المتضيق. هذا يؤدي لارتفاع الضغط في البطين الأيسر مما يؤدي إلى تضخمه، وتقدم المرض يمكن أن يؤدي - بدون علاج - للوفاة. يتمثل العلاج بإجراء عملية استبدال للصمام الأبهري.

## الاعتلال الوظيفي
عند تضيق الصمام الأبهري فإن مقاومة تدفق الدم (مقاومة الجريان) خلال الصمام تزيد، ويزداد معها الضغط الانقباضي في البطين الأيسر، هذا الأمر يسبب زيادة في الجهد المبذول من البطين الأيسر لضخ الدم، وبالتالي إلى تضخم في البطين الأيسر كدرجة أولى من الضرر الحاصل للقلب.
ارتفاع الضغط الانقباضي في البطين الأيسر وتضخمه يؤدي إلى ارتفاع حاجة البطين وبالتالي العضلة القلبية للأكسجين، ويؤدي إلى إجهاد
للعضلة القلبية. في مراحله الأولى فإن هذا الإجهاد والتضخم لا يرافقه توسع في البطين، يسمى هذا النوع من التضخم باعتلال عضلة القلب المتراكز (بالإنجليزية: Concentric cardiomyopathy)‏ ولكن مع مضي الوقت فإن العضلة القلبية قد تتوسع مسببة اعتلال عضلة القلب التوسعي (بالإنجليزية: Dilated cardiomyopathy DCM)‏ والذي يرافقه قصور مضطرد للقلب، بحيث تقل قدرة القلب على ضخ الدم بشكل مضطرد مع مرور الزمن.
ضعف العضلة القلبية أو قصور القلب هو من الحالات المحددة لسير المرض، ومن عوامل الخطر عند مرضى الصمام الأبهري، حيث أن الاضطرابات النظمية تحدث بشكل متزايد عند المرضى الذين يعانون من تضخم العضلة القلبية، ويمكن أن تسبب رجفان بطيني ومن ثم الموت المفاجئ.
في حالات التضيق الشديد للصمام الأبهري فإن ضغط الدم المرتفع بعد الصمام ضروري لمرور الدم، وللحفاظ على الدورة الدموية. هؤلاء المرضى يُعانون بشدة من الأدوية التي تُخفض الحمل التالي (بالإنجليزية: Afterload)‏ مثل النيتروغليسرين أو مثبط الإنزيم المحول للأنجيوتنسين، لذا فإن هذه المواد تعتبر ممنوعة الاستخدام عند مرضى التضيق المتقدم للصمام الأبهري.

## أسباب تضيق الصمام الأبهري
يمكن تقسيم أسباب تضيق الصمام الأبهري إلى قسمين رئيسيين هما تضيقات خِلقية مولودة (بالإنجليزية: Congenital)‏، وتضيقات مكتسبة.

### تضيقات خِلقية

الوضع الطبيعي للصمام أنه ثلاثي الشرف.

- تضيق ظاهر عند المواليد الجدد: التضيق الأبهري عند المواليد الجدد يؤدي - بدون علاج - إلى قصور القلب خلال الأسابيع القليلة التالية للولادة. أسباب هذا النوع من التضيق يعود إلى تشوهات خلقية في الشريان الأبهري أو نشوء القلب.
- صمام أبهري أحادي أو ثنائي الشرف:[7][8] الأصل في الصمام الأبهري أنه ثلاثي الشٌّرَف، كنوع من الاختلاف ينشأ الصمام الأبهري ثنائي الشرف، أو في حالات خاصة أحاديّ الشرف. هذا التشكل للصمام يؤدي إلى زيادة الجهد الواقع على أطراف الشُّرَف، مما يسبب تصلبها مع مضي السنين ومن ثَمّ تضيقها. تظهر التضيقات في هذه الحالات بعد العقد الثالث من العمر. ظهور التضيق في الصمامات ثنائية الشرف ليس مؤكداً حيث يمكن للصمام أن ينمو كنوع من الاختلاف (بالإنجليزية: Variation)‏ دون أن يؤدي إلى أعراض مرضية، لذا فإنه يُنصح بمتابعة الأشخاص الحاملين لصمام أبهري ثنائي أو أحادي الشرف بشكل دوري، وعدم إجراء العمليات إلا حين ثبوت حصول التضيق. برغم كون التضيق أكثر انتشاراً عند حاملي الصمامات ثنائية الشرف، إلا أن نسب الوفيات لاتختلف عنها عند غيرهم.[7]

### تضيقات مكتسبة
- التهاب الشغاف الروماتزمي: يقود التهاب الشغاف بسبب الحمى الروماتيزمية إلى تشوهات في الصمام الأبهري، منها مايقود إلى تضيق في الصمام. بعد اكتشاف المضادات الحيوية قلت نسب الإصابة بالحمى الروماتيزمية وبالتالي تلاشى دورها كأحد أسباب التضيق الأبهري في العالم المتحضر.[9]
- تكلس الصمام الأبهري: يعتبر تكلس الصمام الأبهري أكثر أسباب انتشار تضيق الصمام في الشيخوخة (فوق سن 65). وتنجم التكلسات عن استهلاك أشرعة الصمام، وبالتالي تصبح أكثر تصلباً وتتراكم فيها - كما في باقي الأوعية الدموية - التكلسات الدهنية (كولسترول). بمعنى أن تكلس الصمامات جزء من مرض التصلب العصيدي.

بعد التطور الذي أصاب العلاج بالمضادات الحيوية صار التكلس هو أكثر أسباب التضيق شيوعاً عند الكبار، وبالذات في الشيخوخة باعتباره مرضا تَنَكُّسياً (بالإنجليزية: Degenerative)‏.

## أعراض تضيق الصمام الأبهري
تتفاوت أعراض تضيق الصمام الأبهري ما بين المرضى، العلامة الوحيدة الثابتة تقريباً هي النفخة الأبهرية، وهي يمكن سماعها عن طريق السماعة الطبية، وقد تكون هذه النفخة هي العرض الوحيد لتضيق الصمام الأبهري لسنواتٍ عديدة، حيث تمتد من 10 إلى 20 عاماً دون ظهور أعراض اضافية، ومع تطور المرض وازدياد التضيق للصمام فإن الأعراض الأخرى تبدأ بالظهور. الأعراض الأخرى تتنوع، ولا تظهر بانتظام عند كل المرضى. يتفاوت معدل عمر المرضى عند بدء ظهور الأعراض لتضيق الصمام الأبهري - في العادة - ما بين العقد السادس إلى العقد الثامن أو التاسع من العمر.

### نفخة أبهرية

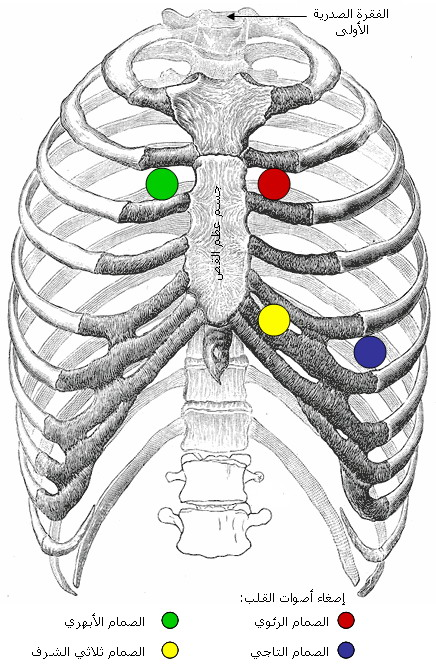
أوضح ما يُسمع النفخ الأبهري فوق النقطة الخضراء.

النفخة (بالإنجليزية: Murmur)‏ الأبهرية هي نفخة انقباضية (بالإنجليزية: Systolic murmur)‏ يمكن سماعها بوساطة السماعة الطبية كصوت ما بين دقتي صمامي القلب، وتكون أوضح ما تسمع ما بين الضلعين الثالث والرابع يسار عظمة القص، كما يُسمع امتداد النفخة فوق الشريانين السباتييين.
السبب في سماع النفخة هو تسارع الدم المتدفق خلال التضيق، بحيث يحدث ضجيجاً يمكن سماعه في فترة التدفق، أما امتداده فهو باتجاه مجرى الدم، وأقرب الشرايين التي يمكن سماعه فيها الشرايين السباتية لقربها من الأبهر.

### ضيق النفس
ضيق النفس وبخاصة ضيق النفس الجُهدي ينجم بسبب عدم مقدرة العضلة القلبية وبخاصة البطين الأيسر على ضخ الدم خلال الصمام المتضيق وبخاصة في حالات بذل الجهد، مما يؤدي إلى تحشر الدم في الدورة الدموية الصغرى، ومن ثم في الأوعية الدموية في الرئة ونشوء وذمة الرئة التي تؤدي إلى ضيق النفس.
ضيق النفس بسبب تضيق الصمام الأبهري يُعد عرضاً متقدماً للمرض، وينذر بتدهور سريع للمرض، إلا أن ظهور ضيق النفس لا يعني بالضرورة أن البطين الأيسر قد تضرر نهائياً إلا إذا تأخر العلاج بحيث يبقى المرض دون علاج لفترة. أحياناً فإن ظهور ضيق النفس يكون في وقت متأخر جداً بعد حدوث ضرر غير رجعي للبطين الأيسر ومن ثم للعضلة القلبية.

### الذبحة الصدرية
يُعاني ما بين 30 و 40% من مرضى تضيق الصمام الأبهري من ذبحة صدرية وبخاصة عند بذل الجهد. بما أن الذبحة الصدرية هي العَرَض الأساسي لداء شريان القلب التاجي، لذا وللتفريق بين الذبحة صدرية الناجمة عن داء شريان القلب التاجي وبين تضيق الصمام الأبهري يُنصح دائماً بما يلي:
- فحص جميع المرضى الذين يشتكون من الذبحة الصدرية بالسماعة الطبية والإنصات لأصوات القلب، لتمييز أولئك الذين لديهم نفحة أبهرية وبالتالي تحويلهم لفحص صدى القلب.
- مرضى الذبحة الصدرية الذين لا يتحملون استخدام نيتروغليسرين، بل يعانون من هبوط حاد في الضغط أو تستاء حالتهم السريرية عند استخدامه، قد يكون تضيق الصمام الأبهري هو الأكثر احتمالاً لتسبيب الذبحة الصدرية عندهم.

### إغماء
يعتبر الإغماء وبالذات عند بذل الجهد من العلامات المميزة للتضيق الصمام الأبهري، وقد تكون العَرَض الوحيد عند الكثير من المرضى، حيث يعاني ما بين 13 و 25% من المرضى من الإغماء عند بذل الجهد.
يعتبر الإغماء عند مرضى تضيق الصمام الأبهري من العلامات الخطيرة على تقدم المرض، وللإغماء عند مرضى تضيق الصمام الأبهري عدة أسباب منها:
- عدم مقدرة القلب على تلبية الحاجة المتزايدة للدم عند بذل الجهد بسبب ضيق الصمام، وبالتالي حدوث عجز نسبي بين مقدرة الضخ والحاجة، مما يؤدي إلى نقص نسبي للتروية الدماغية فيحصل الغشي أو الإغماء.
- زيادة الضغط على العضلة القلبية يؤدي إلى حصول اضطرابات نظمية تؤدي بدورها للإغماء، ومن أهم الاضطرابات النظمية التي تحدث لمرضى الصمام الأبهري:

- تسارع بطيني ورفرفة بطينية أو رجفان بطيني، وكلها يمكن أن تؤدي للإغماء أو للسكتة القلبية، وحتى الرجفان البطيني فإنه تم تسجيله في مرضى تضيق الصمام وتسجيل عودة تلقائية للنظم الجيبي مما يؤكد خطورة الإغماء الناجم عن تضيق الصمام الأبهري.

- في حالات أخرى فإن الإغماء ينجم عن تباطؤ القلب الحاصل بسبب ضرر يُصيب العقدة الأذينية البطينية وينجم عن ذلك إحصار أذيني بطيني، وقد تتفاوت درجة هذا الإحصار، في حالات الإغماء فإنه يمكن الإشارة لإحصار من الدرجة الثانية فما فوق. لذا فإن إثبات إحصار من أي درجة لابد أن يكون علامة تدل على تقدم المرض، وبالتالي الحاجة لعلاج قريب.

### السكتة القلبية
تعتبر السكتة القلبية أخطر أعراض أو مضاعفات تضيق الصمام الأبهري، ونسبة حدوثها تزيد عند أولئك المرضى الذين يعانون من أعراض أخرى، حيث يتعرض ما نسبته بين 15 و 20% من المرضى بمعدل عمر 60 سنة - للموت المفاجئ أو للسكتة القلبية، بينما نسبة حدوث السكتة القلبية عند أولئك الذين لا يُعانوا من أعراض لتضيق الصمام الأبهر مادون 5%. أسباب السكتة القلبية عند مرضى تضيق الصمام الأبهري هي نفسها أسباب الإغماء عندهم، لذا فإن حدوث الإغماء عند مرضى الصمام يُنذر بأن المرض قد دخل مرحلة خطيرة.

## التشخيص

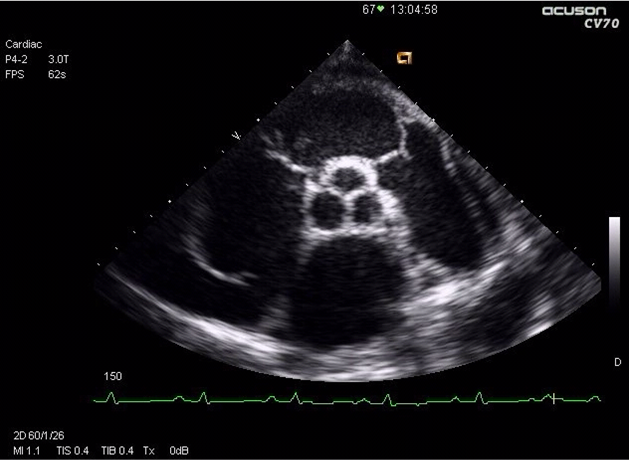
مقطع عرضي للصمام الأبهري يوضح الثلاث شرف وهي مغلقة (فترة الانبساط). (في وسط الصورة الثلاث دوائر المتجاورة).

تشخيص تضيق الصمام الأبهري يعتمد على السيرة المرضية وعلى سماع النفحة الأبهرية، وبالتالي فإن التشخيص لا يشكل مشكلة عند الفحص السريري، ولكن تقدير مدى التضيق، وحساب المساحة المتبقية للصمام الأبهري، وبالتالي تقدير الوقت المناسب للعلاج الجراحي يتطلب استخدام وسائل تشخيصية مثل الموجات فوق الصوتية أو ما بات يُعرف بصدى القلب، كذلك التمييل والتصوير الطبقي. لابد عند تشخيص تضيق الصمام الأبهري من قياس أمرين أساسيين:
- تقدير المساحة المتبقية، ويتم ذلك بعدة طرق منها: قياس سرعة الدم قبل وبعد الصمام أو خلال الصمام وحساب مساحة الصمام المفترضة بحسب مبدأ بيرنولي، أو عن طريق حساب المساحة المرئية لفتحة الصمام نفسه.
- تقدير حالة العضلة القلبية وتسجيل قوة ضخ القلب أي الكسر القذفي، وتسجيل مدى تضخم العضلة القلبية لتحديد الضرر الحاصل من التضيق.

### صدى القلب

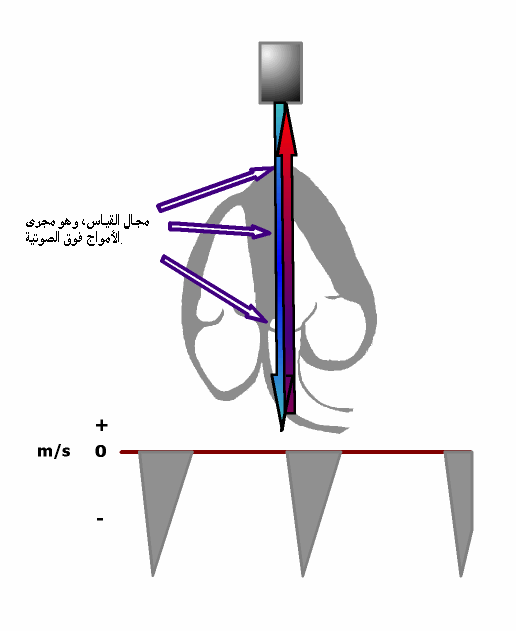
مبدأ قياس سرعة تدفق الدم عن طريق مبدأ دوبلر.

يمكن عن طريق فحص ما يُسمّى بصدى القلب (بالإنجليزية: Echocardiography)‏ والذي يعتمد الموجات فوق الصوتية مشاهدة تكلسات شُراف الصمام الأبهري، كما يمكن بتقنية دوبلر تحديد سرعة تدفق الدم خلال الصمام الأبهري، وبطريقة حسابية تعتمد مبدأ بيرنولي تحديد مدى تضيق الصمام، وحتى حساب المساحة المتبقية من مقطع الصمام، أو تحديد فرق الضغط قبل الصمام وبعده.
من ناحية أخرى فإن نفس الفحص أي صدى القلب يعطي تقديراً لحجم البطين الأيسر ولتضخم البطين الأيسر، كما أن حساب الكسر القذفي يعطي تقديراً لقوة العضلة القلبية، وبالتالي مدى الضرر الناجم عن تضيق الصمام. ويعتبر هذا الفحص الأقل إزعاجاً للمريض وهو فحص غير باضع.

### القسطرة القلبية

تخطيط ضغط القلب في البطين الأيسر والشريان الأبهر، الفرق في الضغط (المساحة الخضراء) يمثل مقياساً لتضيق الصمام الأبهري.

يمكن استخدام القسطرة القلبية في تشخيص تضيق الصمام الأبهري، فعند إدخال القسطار القلبي للبطين الأيسر فإنه يمكن قياس الضغط المتولد أثناء الانقباض في داخل حجرة البطين الأيسر وبنفس الوق عن طريق فتحة جانبية في القسطار القلبي يمكن قياس الضغط المتولد في بداية الشريان الأبهر، وبحساب الفرق ما بين الضغط في البطين أي قبل الصمام، والضغط بعد الصمام (الشريان الأبهر) فإن الفرق في الضغط ΔP يدل على مدى تضيق الصمام الأبهري. ومن خلال قياس الضغط يمكن أيضاً تقدير مساحة الصمام وذلك باعتماد معادلة التكافؤ والتي تنص على أن:
(المساحة×السرعة) قبل الصمام = (المساحة×السرعة) في الصمام = (المساحة×السرعة) بعد الصمام. (بالإنجليزية: Continuity equation)‏.
يُصار عادة إلى إجراء القسطرة القلبية في حالات عدم وضوح التشخيص باستخدام صدى القلب، وكتحضير للجراحة القلبية لكشف تضيقات الشرايين التاجية، التي يمكن علاجها في نفس العملية بوضع مجازة أبهرية تاجية.

### التصوير الطبقي
مع التقدم التقني للتصوير الطبقي أصبح بالإمكان تصوير القلب وحجراته وصماماته وتحديد الخلل الوظيفي، وذلك ينطبق على كلا نوعي التصوير الطبقي: التصوير الطبقي المحوسب والتصوير بالرنين المغناطيسي.

## مسار المرض
هنالك فرق في تطور المرض ما بين التضيق الخِلقي والتضيق المكتسب، فالتضيق الخِلقي عند الولادة يتطور بشكل سريع يُجبر على العلاج خلال الأيام أو الأسابيع القليلة التي تلي الولادة، وإلا فإن الفشل القلبي وقصور القلب سيؤدي للوفاة. أما التضيق الناجم عن كون الصمام الأبهري ثنائي الشرف فهو يبدأ متأخراً بالظهور، وذلك بعد العقد الثاني من العمر، ويأخذ مساراً متشابها مع التضيق المكتسب.
أما تضيق الصمام المكتسب فيبدأ بالظهور نتيجة لتكلس الصمام أو كنتيجة لالتهاب الشغاف، وفي بداية المرض فإن المرضى قد لا يُبدوا أي أعراض تُذكر فيكونوا عديمي الأعراض (بالإنجليزية: Asymptomatc)‏. ثم لا تلبث الأعراض مع تقدم الأشهر والسنين في الظهور مؤدية إلى تردي في الوضع الصحي وفي مقدرة العضلة القلبية. بحسب دراسة أُجريت على المرضى الذين لا يُعانون من أعراض ثبت أن تقدم المرض يؤدي - إذا لم يتم علاجه بشكل مناسب - إلى مضاعفات خطيرة في ثلاثة من أربعة مرضى خلال السنين الخمس التالية لتشخيص تضيق الصمام الأبهري. وتشمل المضاعفات الخطيرة:
- الوفاة بالسكتة القلبية
- إجراء جراحة قلبية
- تطور قصور قلبي يؤدي إلى إعاقة بدنية للحركة.

## العلاج
| صمام صناعي | صمام حيوي |
| ---------- | --------- |
|            |           |

يتمثل العلاج الأمثل بإجراء عملية جراحية لاستبدال الصمام المتضيق بصمام آخر سليم، وهناك نوعان من الصمامات التي يمكن زرعها: صمامات صناعية (ميكانيكية)، وصمامات طبيعية (حيوية).
الفرق بين الصمامين يتمثل في كون الصمام الصناعي يحتاج لتناول مميع الدم مدى الحياة، ولكن عمر الصمام طويل لعدة عقود، بينما الصمامات الحيوية لاتحتاج لمنع التخثر مدى الحياة، غير أنها أكثر تعرضاً للتلف بعد عقد أو عقدين من الزمان.

### الوقت المناسب لإجراء العملية
يصعب الجزم بالوقت المناسب لإجراء عملية استبدال الصمام الأبهري، فبحسب الدراسات العلمية فإن المرضى الذين لا يُعانون من أعراض ولكن عندهم تضيق شديد للصمام معرضون لمضاعفات خطيرة خلال السنوات الخمس المقبلة، لذا يمكن القول أن ظهور أعراض التضيق هو مؤشر على ضرورة إجراء العملية، كذلك فإن ظهور تضخم لعضلة القلب هو أيضاً مؤشر على ضرورة إجراء العملية وذلك قبل تفاقم الوضع وفقدان قدرة البطين الأيسر على الضخ، إذ أن ابتداء توسع البطين (المرحلة التي تلي التضخم) هو مؤشر سلبي على تقدم المرض، وتسارع المرض.

## الرُّؤى المستقبلية
من ناحية الصمامات الطبيعية أو الحيوية، فإن تطوراً في إنتاجها أصبح يطيل في العمر الافتراضي لتلك الصمامات مما يشجع على استخدامها عند من هم أصغر سناً.
أما من ناحية العملية نفسها فإن البحوث العلمية جارية لتطوير وسائل زرع الصمام الأبهري عن طريق القسطرة القلبية، مما سيوفر على المريض مخاطر إجراء عملية القلب المفتوح، كما أن هناك محاولات لتطوير توسعة الصمام الأبهري باستخدام البالونات، وبخاصة عند الأطفال، لتأجيل موعد إجراء العملية لوقت يكون نمو الطفل فيه أكثر اكتمالاً.